# ستانلي سافيجي
ستانلي سافيجي (بالإنجليزية: Stanley Savige)‏ (و. 1890 – 1954 م) هو ضابط أسترالي، ولد في Morwell ‏، ويحمل رتبة عسكرية Lieutenant general (Australia) ‏، توفي في كيو ‏، عن عمر يناهز 64 عاماً ، بسبب مرض القلب التاجي.

## الخدمة العسكرية
خدم في جيش أستراليا.

## جوائز
حصل على جوائز منها:
- وسام الصليب العسكري البريطاني
- نيشان الإمبراطورية البريطانية من رتبة فارس قائد
- نيشان الحمام من رتبة مرافق  [لغات أخرى]‏
- نيشان الخدمة المتميزة  [لغات أخرى]‏